# Neoserica javana
Neoserica javana är en skalbaggsart som beskrevs av Moser 1915. Neoserica javana ingår i släktet Neoserica och familjen Melolonthidae. Inga underarter finns listade i Catalogue of Life.